# Ernst Hård
Ernst Hård, född 1924, död 1999, var en svensk bandyspelare och Stor grabb nummer 86. Han var med och tog OS-guld i bandy 1952, då bandyn var en uppvisningsgren.
Hård spelade i Forsbacka IK under hela sin karriär och bodde i Forsbacka.